# Rio Pará
Rio Pará – rzeka w Brazylii, południowe ujście Amazonki o szerokości od 8 do 65 km. Od północy leży wyspa Marajó. Nad rzeką jest położone miasto Belém będące stolicą stanu Pará. Największym dopływem jest rzeka Tocantins.